# Gräfendorf (Mockrehna)

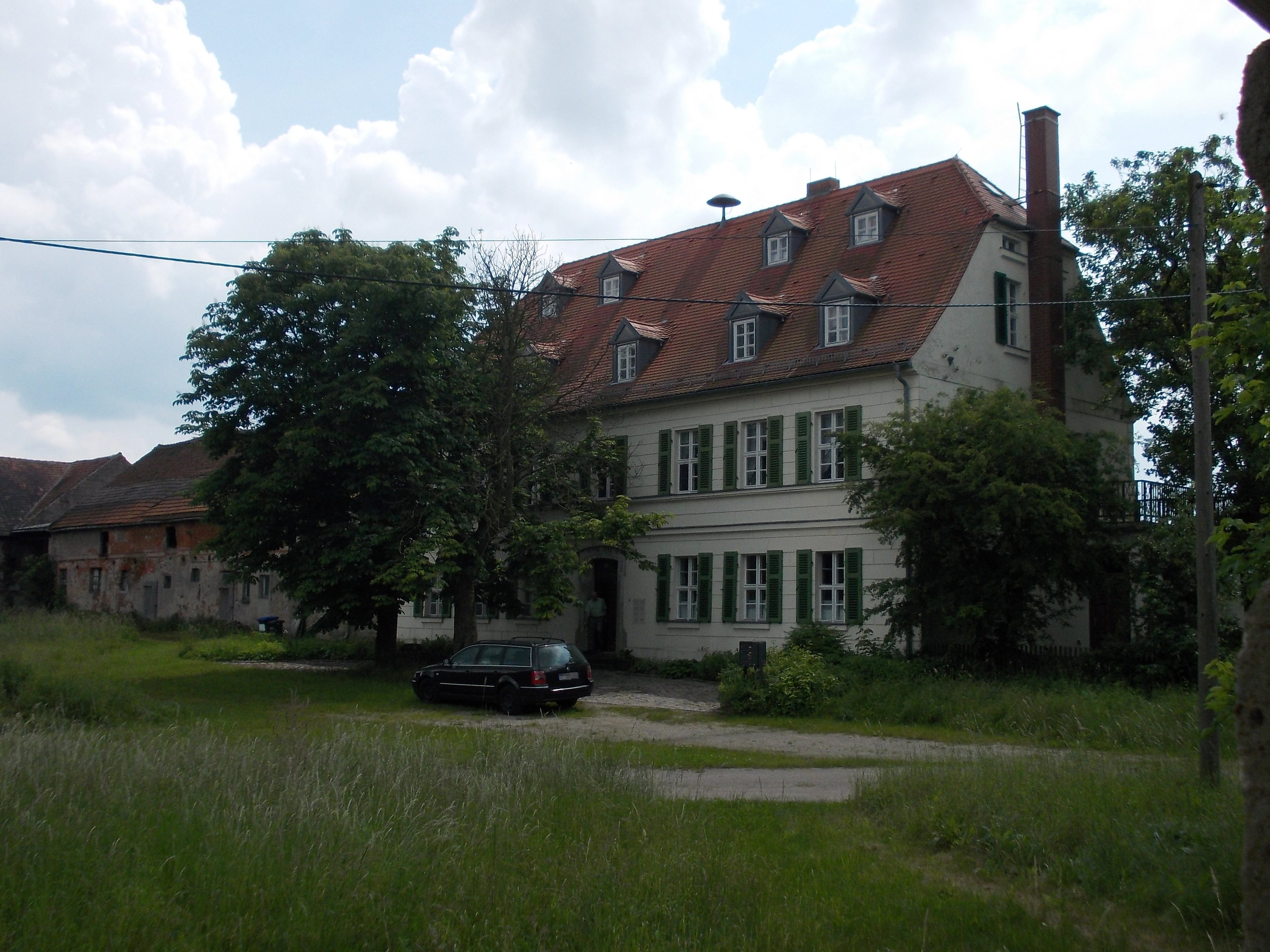
Herrenhaus des Rittergutes

Gräfendorf ist ein Ortsteil der Gemeinde Mockrehna im Landkreis Nordsachsen (Sachsen).

## Geografie
Der Ort Gräfendorf liegt nordöstlich des Hauptortes Mockrehna in der Dübener Heide zwischen den Städten Eilenburg und Torgau. Südlich des Ortes verlaufen die Bundesstraße 87 und die Bahnstrecke Halle–Cottbus. Es führen keine klassifizierten Straßen durch Gräfendorf. Hauptstraße im Ort ist die Lindenallee.

## Wirtschaft
Gräfendorf ist hauptsächlich bekannt als Namensgeber für die Gräfendorfer Geflügel- und Tiefkühlfeinkost Produktions GmbH der Sprehe-Gruppe. Das Unternehmen hat seinen Standort mit rund 440 Mitarbeitern jedoch im Hauptort Mockrehna.